# تن موسیقایی

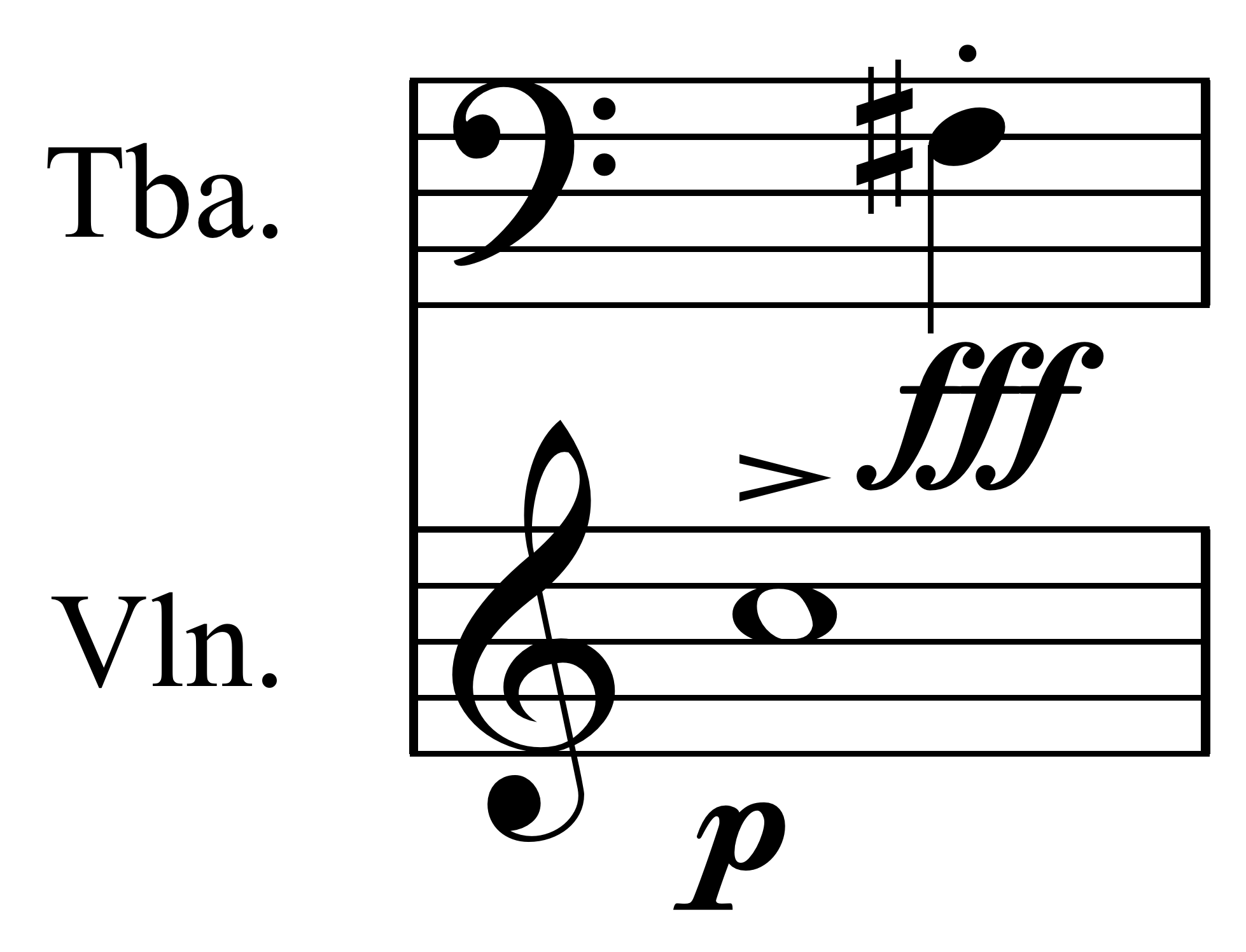
این نماد (از سازهای ویولن و توبا)، نشان‌دهندهٔ تفاوت در زیروبمی، نوانس، جمله‌بندی، سازبندی، طنین و ریتم (کشش و ضرب) است.

تُن موسیقایی (به انگلیسی: Musical Tone) به‌ طور سنتی در موسیقی غربی، یک «صدای دوره‌ای» و منظم است. «تُن موسیقایی» با کشش زمانی، زیروبمی، دامنه (یا بلندی) و طنین (یا کیفیت) آن مشخص می‌شود. اما در مقابل، نت‌های موسیقی می‌توانند پیچیده‌تر از «تُن‌های موسیقایی» باشند، زیرا ممکن است آنها شامل جنبه‌هایی غیردوره‌ای مانند هجوم امواج زودگذر، ویبراتو یا پوششی برای مدولاسیون باشند.
یک تُنِ ساده یا تُنِ خالص، دارای شکل و موج سینوسی است. از سوی دیگر «تن موسیقایی» هنگامی پیچیده می‌شود که ترکیبی از دو یا چند تُنِ خالص و دارای یک الگوی دوره‌ای یا تکراری باشند، مگر اینکه طور دیگری مشخص شده باشد.
قواعد سری فوریه حالتی را بیان می‌کند که در آن هر شکل از «صدای دوره‌ای» (یا موج تناوبی) را می‌توان به اندازهٔ مجموعه‌ای از یک سری از امواج سینوسی با فرکانس‌ها، آن را در یک سری هارمونیک و در یک فاز خاص، و ارتباط آنها با یکدیگر قرار داد. مخرج مشترک این فرکانس‌ها بدین صورت است که اغلب، هم پایین‌ترین بسامد پایه و هم یک معکوس دوره‌ای از شکل موج است. فرکانس بنیادینِ زیروبمی تُن موسیقایی از درک شنوایی انسان است که تعیین می‌شود. در موسیقی، نت‌ها به تن‌هایی با فرکانس‌های بنیادی (یا بسامد پایه) متفاوت اختصاص داده می‌شوند تا زیروبمی تُن‌های اجرا شده را توصیف کنند.

## تاریخچه
تن‌های موسیقایی نخستین بار توسط فیلسوف یونانی آریستوکسنوس (۳۷۵–۳۳۵پ.م.) شناسایی شد.

## کتابشناسی
- لوکا دِ ساموئل کاگناتزی[ب] (۱۸۴۱م). تونوگرافی توسط لوکا دِ ساموئل کاگناتزی ابداع شده‌است. ناپل: چاپ انجمن فیلوماتیک. (به ایتالیایی).

## یادداشت
1. ↑  Aristoxenus
2. ↑  Luca de Samuele Cagnazzi